# Pleospora iqbalii
Pleospora iqbalii är en svampart som beskrevs av M.T. Lucas 1969. Pleospora iqbalii ingår i släktet Pleospora och familjen Pleosporaceae.   Inga underarter finns listade i Catalogue of Life.